# Théétète d'Athènes
Pour les articles homonymes, voir Théétète.
Théétète d'Athènes (en grec ancien Θεαίτητος ὁ Ἀθηναῖος / Theaítêtos ho Athênaîos) (Grèce, 415 - 395 ou 369 av. J.-C.) est un mathématicien grec dont l'œuvre est connue par l'intermédiaire de Platon, son condisciple auprès de Socrate.

## Notice biographique
Quelques informations sur la vie de ce mathématicien sont rapportées par Platon. On attribue à Théétète des travaux sur les nombres irrationnels — il démontra par exemple l'irrationalité des racines carrées de tous les nombres qui ne sont pas des carrés parfaits — et, en géométrie dans l'espace, l'étude des polyèdres réguliers convexes - dits aussi « solides de Platon » - tel le dodécaèdre et les deux derniers : octaèdre et icosaèdre, que Platon mentionne dans le Timée. Ses études furent reprises par Platon, puis par Euclide dans ses Éléments — en particulier les livres X et XIII — et, des siècles plus tard, par Kepler, Euler, Descartes, Augustin Louis Cauchy et Louis Poinsot.
La date de sa mort est incertaine : comme le dit Platon, il meurt des suites d'une dysenterie contractée lors de la guerre de Corinthe. Le personnage a été décrit comme très jeune ; malgré l'admiration qu'il lui voue, Platon ne fait pas figurer Théétète au nombre des élèves de l’Académie, créée entre les deux guerres de Corinthe.

### Fragments
- (en) A. S. F. Gow (en) et Denys Page, The Greek Anthology. Hellenistic Epigrams, Cambridge, 1985.